# 新几内亚塘鳢属
新几内亚塘鳢属为鰕虎鱼目鰕虎鱼亚目塘鱧科下的一个属。

## 下属物种
- 睛尾新幾內亞塘鱧(Tateurndina ocellicauda)，為該屬的唯一物種

## 扩展阅读
- 維基物種上的相關：新几内亚塘鱧属